# Sauteria
Sauteria es un género de musgos hepáticas de la familia Cleveaceae. Comprende 13 especies descritas y de estas, solo 6 aceptadas.

## Taxonomía
El género fue descrito por Christian Gottfried Daniel Nees von Esenbeck  y publicado en Naturgeschichte der Europäischen Lebermoose 4: 139. 1838.  La especie tipo es: Sauteria alpina (Nees & Bisch.) Nees	 

## Especies aceptadas
- Sauteria alpina (Nees & Bisch.) Nees
- Sauteria chilensis (Lindenb. ex Mont.) Grolle
- Sauteria inflata C. Gao & G.C. Zhang
- Sauteria japonica (Shimizu & S. Hatt.) S. Hatt.
- Sauteria spongiosa (Kashyap) S. Hatt.
- Sauteria yatsuensis S. Hatt.